# Heleobia foxianensis
Heleobia foxianensis is een slakkensoort uit de familie van de Hydrobiidae. De wetenschappelijke naam van de soort is voor het eerst geldig gepubliceerd in 1883 door De Stefani.